# Station Koronowo Wąskotorowe
Station Koronowo Wąskotorowe is een spoorwegstation in de Poolse plaats Koronowo.